# Frieder Nake
Frieder Nake, né le 16 décembre 1938, est un mathématicien, informaticien et artiste. Il est surtout connu internationalement pour ses contributions aux premières manifestations de l'Art numérique, un domaine de la création plastique et de l'informatique qui a connu ses premières manifestations publiques avec trois petites expositions en 1965.

## Carrière artistique
Nake fait sa première exposition à la Galerie Wendelin Niedlich, à Stuttgart, en novembre 1965 aux côtés d'un autre artiste aux centres d'intérêt proches, Georg Nees,.
Jusqu'en 1969, Frieder Nake produit de nombreuses œuvres (3 à 400) qu'il présente dans de nombreuses expositions. Certaines sont des éditions limitées de sérigraphies, des pièces uniques et des portfolios. La majeure partie est réalisée à l'encre de Chine sur des graphiques papier réalisés par un traceur à plat de haute précision, le Zuse Graphomat Z64,,.
Nake participe à des expositions collectives majeures des années 1960, notamment Cybernetic Serendipity (Londres, Royaume-Uni, 1968), ; Tendances 4 : Ordinateurs et recherche visuelle (Zagreb, Yougoslavie, 1968), ; Ricerca e Progettazione. Proposte per una esposizione sperimentale (35e Biennale de Venise, Italie, 1970), Arteonica (São Paulo, Brésil, 1971).

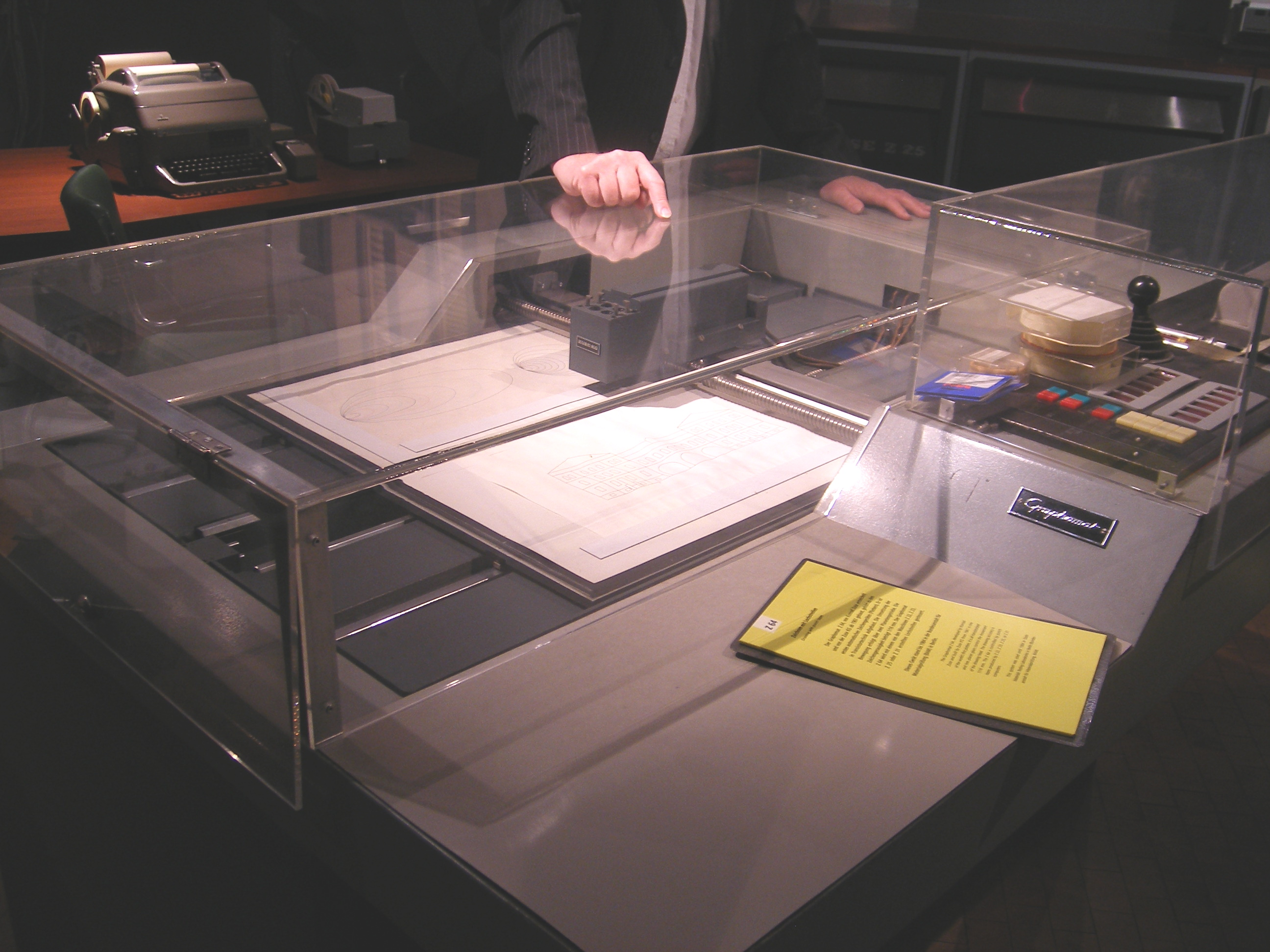
Un traceur Zuse Z64 Graphomat, qui est le type d'appareil qu'employait Nake pendant les années 1960.

En 1971, il publie un court article provocateur dans Page, le bulletin de la Computer Arts Society (dont il est toujours membre), sous le titre « There Should Be No Computer-Art » (il ne devrait pas exister d'art informatique). Cet écrit a déclenché un vif débat parmi ceux qui avaient entre-temps commencé à construire une communauté active d’artistes, d’écrivains, de musiciens et de designers dans le domaine de la création numérique. La position de Frieder Nake est politique et morale, car, selon l'auteur, les artistes ne peuvent se permettre de fermer les yeux face à l'implication de l’informatique dans la guerre du Vietnam et dans les tentatives massives du capital d’automatiser les processus de production et ainsi générer du chômage.
Son livre Ästhetik als Informationsverarbeitung (1974) est l'un des premiers à étudier les liens entre l'esthétique, l'informatique et la théorie de l'information, qui sont devenus importants dans le domaine transdisciplinaire des médias numériques. Ce livre et plusieurs de ses ~300 publications (2012) témoignent de sa position intellectuelle entre science et sciences humaines – une position qui a toujours intégré une forme d’inquiétude quant aux menaces que représente la technologie informatique pour une société pleinement humaine.

## Carrière universitaire
Frieder Nake est professeur d'infographie interactive au Département d'informatique de l'Université de Brême, depuis 1972. À partir de 2005, il y enseigne également le design des médias numériques. Après des études de mathématiques à l'université de Stuttgart, où il obtient son diplôme et son doctorat (en théorie des probabilités), il enseigne à Stuttgart, Toronto et Vancouver, avant de venir à Brême. Ses cours et séminaires, outre l'infographie, l'Interactivité et les médias numériques, portent sur les domaines de l'art informatique, de l'Esthétique, de la Sémiotique, de l'informatique et de la société et de la théorie de l'informatique. Il est professeur invité à l'Université d'Oslo, l'Université d'Aarhus, l'Université de Vienne, l'Université du Danube à Krems, l'Université du Colorado, l'Université de Lübeck, à l'Université de Bâle, l'Université du Costa Rica, à l'Université des sciences et technologies de Xi'an et à l'Université Tongji.

## Récompenses
Il remporte le premier prix du Computer Art Contest of Computers & Automation en 1966. En 1997, son travail d'enseignant est récompensé par le prix Berninghausen pour l'excellence et l'innovation dans l'enseignement (Université de Brême).

## Collections publiques
- Musée Abteiberg, Mönchengladbach, Allemagne[12]
- Kunsthalle Brême, Allemagne[13]
- Musée d'art Mary et Leigh Block, Evanston, Illinois
- Musée d'art contemporain, Zagreb, Croatie
- Musée national des beaux-arts du Québec[14]
- Musée Sprengel, Hanovre, Allemagne
- Musée de l'Université d'Art Tama, Tokyo, Japon
- Galerie Tate, Londres[15]
- Victoria and Albert Museum, Londres[16]